# University of Tennessee at Chattanooga

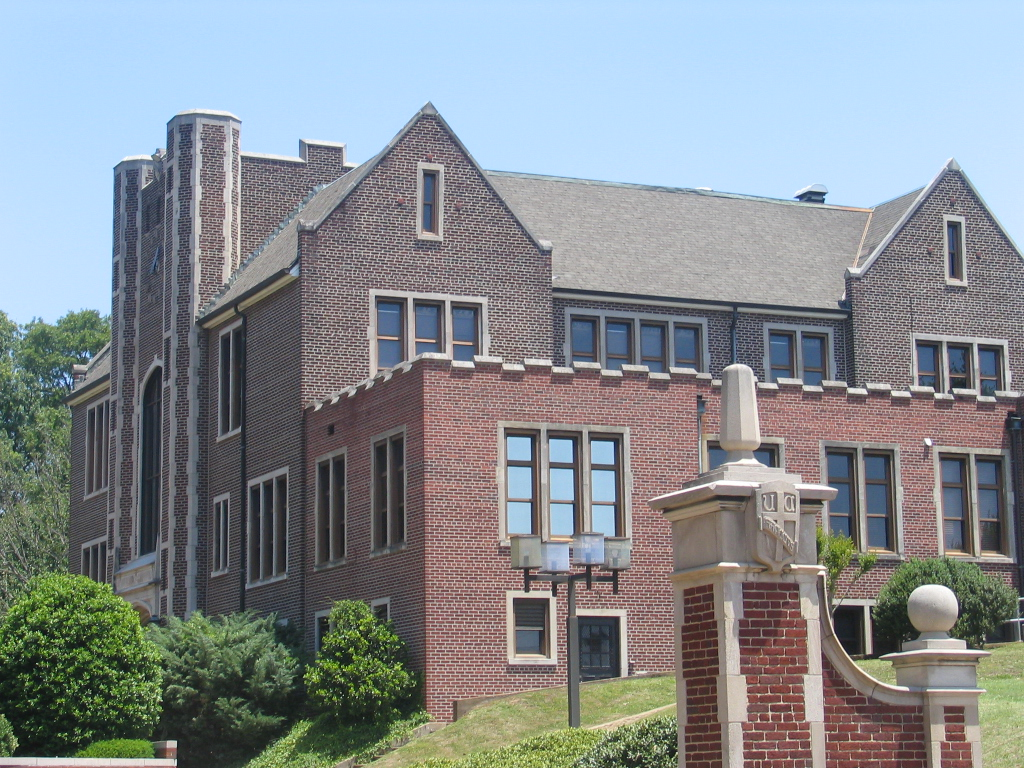
Founders Hall

Die University of Tennessee at Chattanooga (auch UTC oder Chattanooga genannt) ist eine staatliche Universität in Chattanooga im US-Bundesstaat Tennessee. Sie ist eine der drei Hochschulen des University of Tennessee System. Die UTC wurde 1866 gegründet und wurde 1969 Mitglied des UT System. Derzeit sind hier 10.286 Studenten eingeschrieben.

## Fakultäten
- Ingenieurwissenschaften und Informatik
- Künste und Wissenschaften
- Gesundheit, Pädagogik und Professional Studies
- Wirtschaftswissenschaften
- Aufbaustudiumschule

## Sport
Die Sportteams der UTC sind die Chattanooga Mocs. Die Hochschule ist Mitglied in der Southern Conference.

## Persönlichkeiten
- Ismail Akbay – Raumfahrtingenieur
- Joe Kopcha – Footballspieler und Chirurg
- Terrell Owens – Footballspieler